# 武雄市立山内中学校
武雄市立山内中学校（たけおしりつ やまうちちゅうがっこう）は、佐賀県武雄市山内町大字三間坂甲にある市立の中学校。

## 概要
歴史
1959年（昭和34年）に山内村内の中学校2校（山内東・山内西）が統合されて開校。2024年（令和6年）に創立65周年を迎えた。
校訓
「やさしく かしこく たくましく」
校章
「中」の文字を図案化したものの上に「山内」の文字（縦書き）を重ねている。
校歌
1963年（昭和38年）制定。作詞は中島哀浪、作曲は陶山聡による。歌詞は3番まであり、3番の歌詞中に校名の「山内中学」が登場する。
校区
「武雄市山内町全域」。小学校区は武雄市立山内東小学校・武雄市立山内西小学校。

## 沿革
旧・山内東中学校
- 1947年（昭和22年）4月1日 - 学制改革が行われる。
  - 中通国民学校の初等科は「中通村立中通小学校」へ改組・改称。
  - 中通国民学校の高等科は青年学校普通科とともに、新制中学校「中通村立中通中学校」に改組。小学校に併設される。
- 1948年（昭和23年）- 5教室が完成。
- 1949年（昭和24年）- 天皇が訪問。
- 1952年（昭和27年）- 村営プール（河川利用）開きと水泳大会を開催。
- 1953年（昭和28年）- 校歌を制定。
- 1954年（昭和29年）4月1日 - 中通村と住吉村が対等合併し、山内村が発足。これにより、「山内村立山内東中学校」に改称。
- 1959年（昭和34年）3月31日 - 統合により閉校。ただし、統合校舎が完成するまでの間、「山内村立山内中学校 東校舎」として存続。

旧・山内西中学校
- 1947年（昭和22年）4月1日 - 学制改革が行われる。
  - 住吉国民学校の初等科は「住吉村立住吉小学校」へ改組・改称。
  - 住吉国民学校の高等科は青年学校普通科とともに、新制中学校「住吉村立住吉中学校」に改組。小学校に併設される。
- 1949年（昭和24年）- 天皇が訪問。
- 1954年（昭和29年）4月1日 - 中通村と住吉村が対等合併し、山内村が発足。これにより、「山内村立山内西中学校」に改称。
- 1959年（昭和34年）3月31日 - 統合により閉校。ただし、統合校舎が完成するまでの間、「山内村立山内中学校 西校舎」として存続。

統合・山内中学校
- 1959年（昭和34年）
  - 4月1日 -  上記中学校2校（山内東・山内西）を統合の上、「山内村立山内中学校」が開校。
  - 6月 - 開校式を挙行。
- 1960年（昭和35年）9月 - 統合校舎が完成。移転を完了。東校舎・西校舎を廃止。町制施行により、「山内町立山内中学校」に改称。
- 1961年（昭和36年）12月 - 体育館（旧）完成。
- 1962年度（昭和37年度）- 生徒数が934名で、ピークを迎える。
- 1963年（昭和38年）12月 - 校歌を制定。
- 1966年（昭和41年）11月 - 特別校舎第三棟が完成。
- 1972年（昭和47年）
  - 4月 - 通学路の舗装を実施。
  - 8月 - 校門を設置。
- 1979年（昭和54年）1月 - 特別教室棟が完成。
- 1980年（昭和55年）9月 - 体育館を改築。
- 1988年（昭和63年）
  - 8月 - 大規模改修工事が完了。
  - 10月 - 駐輪場を設置。
- 1993年（平成5年）3月 - セバストポ－ル市（アメリカ合衆国 カリフォルニア州）を訪問し、ブルックヘイブン中学校との姉妹校を締結。
- 1991年（平成3年）3月 - 新体育館が完成。
- 2006年（平成18年）3月1日 - 武雄市への編入により、「武雄市立山内中学校」（現校名）に改称。
- 2011年（平成23年）7月 - 第2棟の耐震補強第1期工事を実施。
- 2012年（平成24年）8月 - 特別棟の改築工事が完了。
- 2014年（平成26年）12月 - 新校舎が完成。

## 交通
最寄りの鉄道駅
- JR九州 佐世保線「三間坂駅」

最寄りのバス停留所
- 伊万里・三間坂線「白水」停留所

最寄りの幹線道路
- 佐賀県道26号伊万里山内線「山内中学校入口」交差点
- 佐賀県道45号嬉野山内線「山内中学校」交差点

## 周辺
- 山内中央公園
- 山内町農村環境改善センター
- 山内公民館
- 山内多目的スポーツ広場
- 佐賀県畜産試験場

## 参考資料
- 「山内町史 下巻」（山内町史編さん委員会、1977年（昭和52年）10月1日発行）p. 316～